# Patricio Tombolini
Vicente Patricio Manuel Tombolini Véliz (Santiago de Chile, 12 de diciembre de 1953), político chileno. Fue presidente del Partido Radical Socialdemócrata (PRSD) y Subsecretario de Transportes durante el mandato de Ricardo Lagos, período en el que fue acusado de cohecho en el conocido Caso Coimas, aunque finalmente fue absuelto de toda culpa por la Corte Suprema en 2007.

## Vida familiar
Patricio Tombolini es hijo de una profesora primaria y de un jubilado ferroviario. Siguió los pasos de su padre, que era radical, entrando a los 12 años a la juventud del partido. Se crio en Cartagena, estudió en el Liceo Fiscal de San Antonio, y luego entró a la carrera de Economía en la Universidad de Concepción, donde asistió hasta el Golpe de Estado del 11 de septiembre de 1973.

## Vida política

### Dirigente estudiantil y juvenil
Desde muy joven se destacó como dirigente estudiantil en su liceo y posteriormente durante sus estudios universitarios en la Universidad de Concepción. Al momento del golpe de Estado del 11 de septiembre de 1973 era dirigente de la Federación de Estudiantes de la Universidad de Concepción. A partir de ese momento asume una activa participación en la oposición a la dictadura militar. Durante ese período logra ser subsecretario general de la Juventud Radical Revolucionaria, siendo parte así mismo del Comando Juvenil por la Democracia, instancia unitaria de las juventudes políticas que inició una de las primeras manifestaciones masivas contra Augusto Pinochet.

### Gobiernos de la Concertación
A la vuelta de la democracia inicia una ascendente carrera en el Partido Radical (PR) siendo vicepresidente de este por el periodo 1992 a 1994. Ese año su partido se fusionó con el Partido Socialdemocracia Chilena (SDCH), conformando el Partido Radical Social Demócrata (PRSD), pasando Tombolini a ser su militante.
En el gobierno de Eduardo Frei Ruiz-Tagle, se desempeñó como subsecretario de Previsión Social, gestión en la que se llevaron adelante diversas reformas en el ámbito de la seguridad social, dentro de las que se destacan la modificación al régimen de las Cajas de Compensación de asignación familiar (CCAF) y la actualización de la ley de accidentes del trabajo.[cita requerida]
Al asumir Ricardo Lagos como presidente en el año 2000, fue nombrado Subsecretario de Transportes, cargo al que renuncia en junio de 2002 para anunciar su candidatura a la presidencia del Partido Radical Social Demócrata (PRSD), la que gana en septiembre de ese año, asumiendo el 25 de octubre. Al poco tiempo estallaría el Caso Coimas, renunciando también a este cargo el 7 de enero de 2003.

### CasoCoimas
En octubre de 2002, el empresario Carlos Filippi denunció que debió pagar a Tombolini el primer semestre de ese año 15 millones de pesos para que se aprobara la operación de una planta de revisión técnica en la ciudad de Rancagua. Las gestiones de la petición del pago fueron realizadas por el diputado y ex Ministro de la Secretaría General del Gobierno de Eduardo Frei, Víctor Manuel Rebolledo (PPD), y el cobro lo realizó Eric Leyton, exjefe de finanzas del Servicio Nacional de Capacitación y Empleo (SENCE), a través de un vale vista, que a su vez entregó a Alejandro Chaparro, jefe de gabinete del ex Ministro de Transporte y Obras Públicas (MOP) Carlos Cruz.
El caso fue asumido por el ministro de la Corte de Apelaciones de Rancagua, el juez Carlos Aránguiz, a fines de 2002, quien luego de un año y ocho meses de investigaciones decretó un fallo documentado en más de 200 páginas, que incluyó a 35 procesos, la condenación de 9 procesados y el desafuero de varios diputados. La principal condena recayó sobre Tombolini, considerándose el principal responsable del caso, siendo condenado por cohecho a 3 años y un día de prisión efectiva, una multa de 36 millones de pesos y a la inhabilidad perpetua para ejercer cargos públicos.
Estuvo detenido durante 43 días en el recinto penitenciario de Capuchinos. La apelación a la Corte de Apelaciones de Rancagua resultó en una rebaja de la condena a 540 días, que se le permitiría cumplir sin ser encarcelado.[cita requerida]
Sin embargo, antes de la revisión de la causa por la Corte de Apelaciones de Rancagua, el fallo del Ministro Aránguiz es revisado por un Fiscal de corte de acuerdo a la legislación chilena y este concluye que Tombolini es inocente y debe ser absuelto. La ratificación de la sentencia del Juez Aranguiz por la Corte de Apelaciones de Rancagua contó con un voto de minoría de ministro Mera, quien coincidiendo con el fiscal señala que Tombolini debe ser absuelto. En mayo de 2007, la Corte Suprema, luego de cuatro años y siete meses, absolvió totalmente a Tombolini de todos los cargos en su contra en el caso, declarando por unanimidad su inocencia y realizando una crítica al Juez Aránguiz al declarar que, para condenar, las pruebas deben ser claras y categóricas. El 6 de junio de 2007 se organizó un acto de desagravio a Tombolini.
Tombolini enfrenta otra acusación, está vez en la Contraloría General de la República, la que lo acusara a su tribunal de cuentas por malversación de caudales públicos al ordenar pagar a numerosos personas, sin que éstas tengan derecho, indemnizaciones por despidos en la Empresa Portuaria de Chile.[cita requerida]
Durante el proceso del Caso Coimas, tanto el ex Ministro de Obras Públicas y Transportes Javier Etcheberry como el sucesor de Tombolini en la subsecretaría ministerial Guillermo Díaz criticaron el desempeño laboral de Tombolini en la cartera ministerial, mientras que el dirigente radical Claudio Antonio Sule (PR) y el mismo juez que investigó el caso, Carlos Aránguiz, objetaron su probidad durante este período.

### Post Caso Coimas
El 28 de julio de 2007, Tombolini presentó su candidatura para la presidencia del Partido Radical Socialdemócrata (PRSD) siendo ampliamente derrotado por el senador José Antonio Gómez Urrutia. En 2009 Tombolini debió disputarse el cupo para candidato a diputado por el distrito 15, que primeramente había sido otorgado a Samuel Venegas, en ese entonces parlamentario en ejercicio, siendo nombrado candidato en agosto de ese año. Sin embargo, el Tribunal Supremo de su partido impugnó la candidatura de Tombolini y volvió a nominar a Venegas, aunque finalmente la decisión sería revertida, volviendo a ser Tombolini el candidato para la elección parlamentaria, con lo que Venegas anunció su alejamiento del partido. Finalmente, Patricio Tombolini obtendría un 9.14% de los votos, siendo superado por el DC Víctor Torres Jeldes, quien fue elegido diputado por el distrito 15.
En el intertanto, Tombolini participó como entrevistador político en el Canal 2 de San Antonio. En una de sus ediciones, la exministra de Justicia de la dictadura militar, Mónica Madariaga, realizó polémicas declaraciones sobre el caso del Banco de Talca que involucró a Sebastián Piñera.

## Historial electoral

### Elecciones parlamentarias de 2009
- Elecciones parlamentarias de 2009 a Diputado por el distrito 15 (Algarrobo, Cartagena, Casablanca, El Quisco, El Tabo, San Antonio y Santo Domingo) [11]

| Candidato                        | Pacto                                            | Partido | Votos  | %     | Resultado |
| -------------------------------- | ------------------------------------------------ | ------- | ------ | ----- | --------- |
| María José Hoffmann Opazo        | Coalición por el Cambio                          | UDI     | 20.585 | 24,00 | Diputada  |
| Víctor Torres Jeldes             | Concertación y Juntos Podemos por más democracia | PDC     | 18.102 | 21,11 | Diputado  |
| Carmen Ibáñez Soto               | Coalición por el Cambio                          | RN      | 15.462 | 18,03 |           |
| Fernando Rodríguez Vicuña        | Independientes (Fuera de Pacto)                  | IND     | 14.622 | 17,05 |           |
| Patricio Tombolini Véliz         | Concertación y Juntos Podemos por más democracia | PRSD    | 7.831  | 9,13  |           |
| Cosme Segundo Caracciolo Álvarez | Nueva Mayoría para Chile                         | ILC     | 4.251  | 4,96  |           |
| Fernando Soto Muñoz              | Independientes (Fuera de Pacto)                  | IND     | 2.485  | 2,90  |           |
| Claudio Poblete Herrera          | Chile Limpio. Vote Feliz                         | PRI     | 1.035  | 1,21  |           |
| Rosa María Leal Fuentes          | Nueva Mayoría para Chile                         | ILC     | 1.009  | 1,18  |           |
| Nelson de la Barra Castro        | Chile Limpio. Vote Feliz                         | PRI     | 378    | 0,44  |           |